# Maaslinie

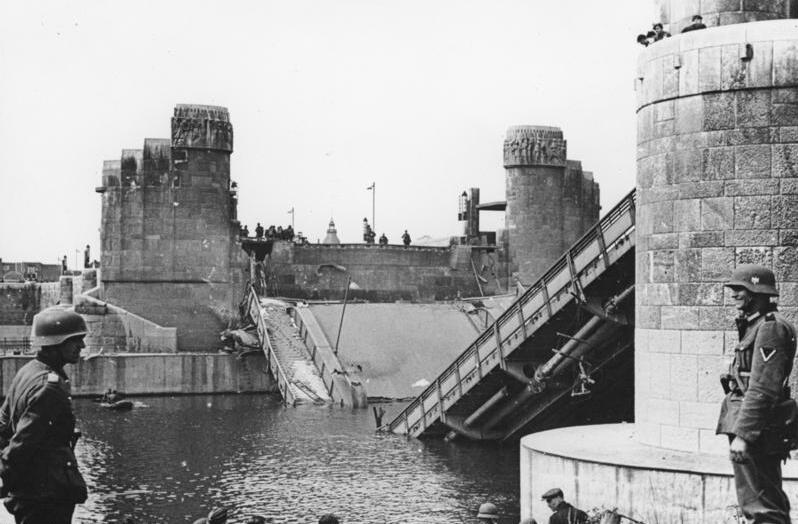
De opgeblazen Wilhelminabrug te Maastricht.

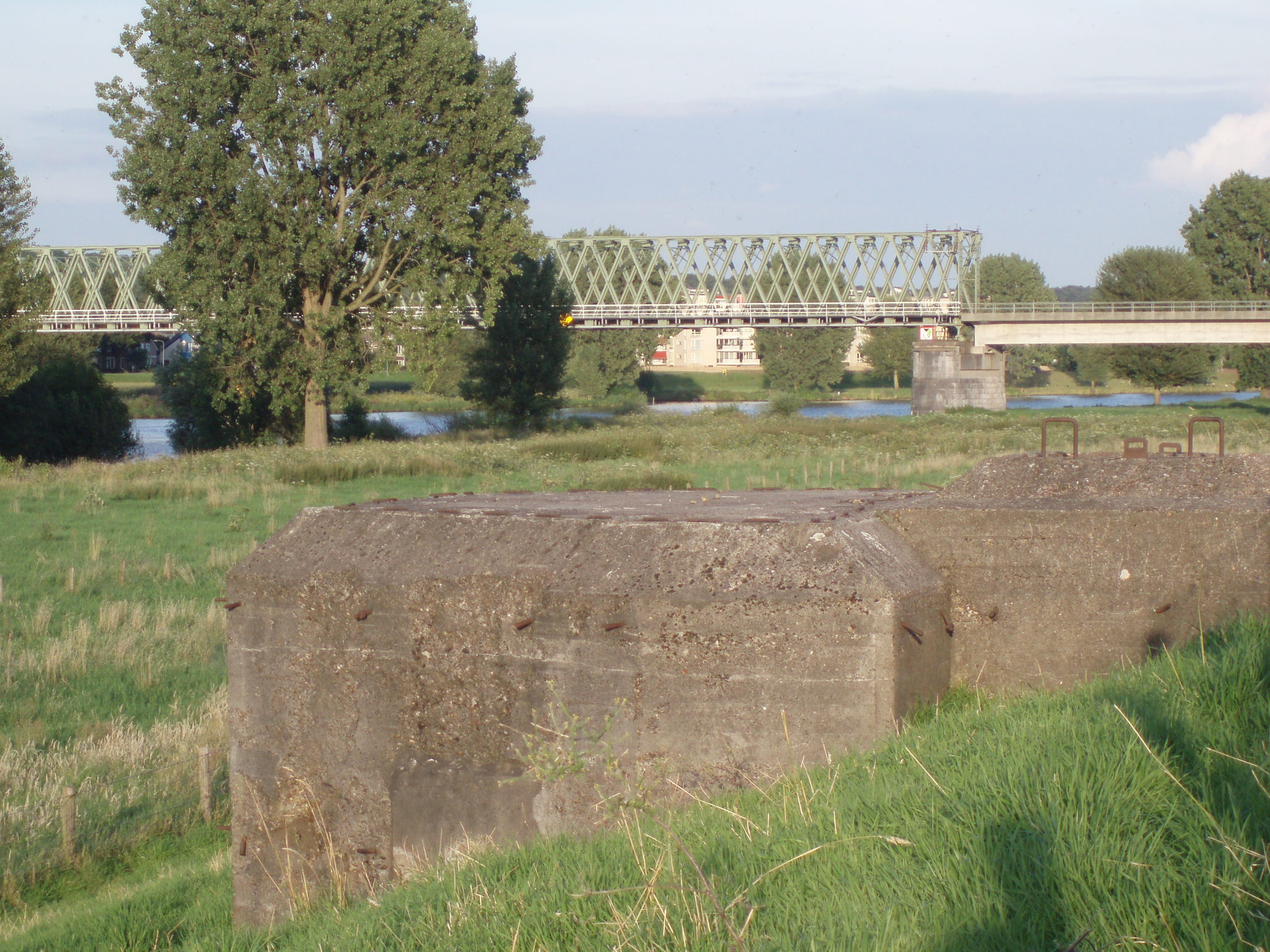
Kazemat bij de spoorbrug van Mook

De Maaslinie werd in de jaren dertig en aan het begin van de Tweede Wereldoorlog gebruikt om een vertragend effect te hebben op een mogelijke Duitse inval richting de Vesting Holland.
Aanvallers zouden het eerste op deze Maaslinie stuiten. Deze linie volgde ongeveer de loop van de Maas, waar men versterkingen aanbracht. Speciale rivierkazematten verdedigden de bruggen. Deze Nederlandse bunkers konden een mitrailleur of een pantserafweergeschut bevatten. Tevens was tussen de bruggen een linie aangebracht van prikkeldraadversperringen met daarachter op strategische plaatsen kazematten (van het type stekelvarken) en veldversterkingen, zoals loopgraven en dergelijke. De Groep Maas-Waal - een speciaal geformeerde eenheid, bestaande uit vijf infanteriebataljons en vier grensbataljons - diende als bemanning voor de linie.
Tijdens de Duitse inval van 10 mei 1940 wisten Duitse troepen met een list de brug bij Gennep op makkelijke wijze in te nemen en konden zo tot achter de Peel-Raamstelling komen. Op andere plaatsen mislukten dergelijke listen en werden veel Maasbruggen tijdig opgeblazen.
Sinds 1995 zijn de 12 overgebleven kazematten bij Cuijk op de monumentenlijst geplaatst. Deze kazematten vormen een klein resterend onderdeel van de kazematverdediging langs de lange Maaslinie van Maastricht tot het Maas-Waalkanaal. Een kazemat waarin bij de Duitse inval in mei 1940 drie Nederlandse militairen om het leven kwamen stond op de nominatie gesloopt te worden wegens dijkverzwaringen nabij Sint Agatha. Deze S3 kazemat is daarop verplaatst naar Oorlogsmuseum Overloon